# Nerastria lixiva
Nerastria lixiva är en fjärilsart som beskrevs av Augustus Radcliffe Grote 1882. Nerastria lixiva ingår i släktet Nerastria och familjen nattflyn. Inga underarter finns listade i Catalogue of Life.